# Le soleil et la mort voyagent ensemble
Pour plus de détails, voir Fiche technique et Distribution.
Le soleil et la mort voyagent ensemble est un documentaire français réalisé par Frank Beauvais et sorti en 2006.

## Fiche technique
- Titre : Le soleil et la mort voyagent ensemble
- Réalisation : Frank Beauvais
- Scénario : Frank Beauvais
- Montage : Thomas Marchand
- Son : Philippe Grivel
- Musique : Serge Teyssot-Gay et Gerard Malanga
- Production : Les Films du Bélier
- Pays de production :  France
- Durée : 12 minutes
- Date de sortie : France - 23 mai 2006 (Festival de Cannes)

## Distinctions

### Nominations
- Prix SACD du meilleur court métrage et Prix Gras Savoye au Festival de Cannes 2006 (Quinzaine des réalisateurs)[1]

### Sélections
- Festival du film de Belfort - Entrevues 2006[2]
- Festival international du film de Locarno 2006
- Festival du film de Vendôme 2006
- Festival Côté court de Pantin  2007